# Раскаты грома (фильм)
«Раска́ты гро́ма» (англ. Rolling Thunder) — американский фильм 1977 года с Уильямом Дивейном и Томми Ли Джонсом в главных ролях. Режиссёром фильма является Джон Флинн.

## Аннотация
Когда майор Чарльз Рейни (Уильям Дивейн) возвращается из Вьетнама в родной Техас, его встречают как героя. Он и его друг капрал Джонни Воден (Томми Ли Джонс) семь лет мучились в плену. Чарли получил кадиллак с открытым верхом, пару тысяч долларов и новость о том, что его жена с другим. Взорвался Чарли после того, как бандиты отняли у него наградные, убили сына и изуродовали руку. Ребята явно не на того нарвались. Имея стальной крюк вместо руки, он вместе со своим другом Джонни загружает в свою машину целый арсенал, и они начинают методически уничтожать убийц.

## Сюжет
Фильм начинается с того, что майор Чарльз Рэйн (Уильям Дивейн) возвращается домой в маленький техасский городок вместе с капралом Джонни Воденом после семи лет плена в Ханое. Однако его дом почти не изменился за семь лет. Его жена Джэнет (Лиза Блейк Ричардс), сын Марк (Джордан Гелер) и местный полицейский Клифф (Лоурэйсон Дрисколл) управляют его домом. В первую же ночь сын Рэйна Марк спросил у него: «Ты меня помнишь, когда я был совсем маленький?». На что Рэйн ответил: «Конечно, всё до мелочей». Однако Рэйн понимает, что сын не помнит его. К тому же Клифф очень сблизился с женой и ребёнком Рэйна. Жена призналась, что помолвлена с Клиффом и не намерена отступать от своего слова, несмотря на то, что по-прежнему испытывает чувства к Рэйну.
Жители города встречают Рэйна как героя и устраивают большой праздник. Ему дарят красный Кадиллак и 2555 серебряных долларов — одна монета за каждый день, проведённый в плену, плюс одна монета на удачу от техасской красавицы Линды Фочет (Линда Хэйнс), которая носила его браслет всё это время. Потеряв жену, Рэйн смиряется с этим. Однако он решает не оставлять своего сына и делает попытки установить с ним отношения.
Фочет встречает Рэйна, когда тот заправляет свой новый Кадиллак, и приглашает его выпить в баре, в котором она работает. Девушка заигрывает с ним, но ничего не получает в ответ.
Когда он возвращается домой, там его поджидают четверо преступников: Техасец (Джеймс Бест), Автомат Слим (Люк Аскью), Ти Бёд (Чарльз Эскэмилла) и Мели (Пит Ортега). Они хотят получить серебряные доллары и пытают Рэйна. Рэйн не боится их угроз, так как во Вьетнаме он переживал и не такое. Озверевшая банда калечит его. В этот момент возвращаются его жена и сын. У Рэйна окровавлена рука. Сын просит не мучить отца и отдаёт деньги. Застрелив всех троих, бандиты уходят. Лишь Рэйн остаётся в живых.
Проходит несколько недель. Рэйн выздоравливает в больнице. Его постоянно навещают вьетнамский приятель Джонни Воден и Линда Фочет. Рэйн не даёт информации полиции о нападавших. У него возникают некоторые идеи по поводу членов банды, и он готовится к мести. Первое, что он делает после выписки из больницы, это берёт дробовик, заостряет протезный крюк, который заменил ему оторванную кисть, и уезжает на своём Кадиллаке.
Перед отъездом в Мексику он заходит в бар, где работает Линда Фочет, и берёт её с собой. Она понятия не имеет, что он хочет мстить убийцам своей семьи. Рэйн посылает Линду искать Толстяка Эда в захудалом мексиканском баре. Она попадает в заднюю комнату, где грязный преступник по имени Лопез (Джеймс Виктор) начинает приставать к ней, и Рэйн вынужден спасать её, по ходу дела добывая некоторую информацию. Линда теперь осознаёт истинные намерения Рэйна. Она обеспокоена этим, но продолжает помогать ему. Рэйн определяет местонахождение Автомата Слима. В баре завязывается драка, Рэйн отступает, держа Слима крюком за промежность.
Клифф узнаёт о плане Рэйна. Используя свои связи в полиции, Клифф находит мексиканский пограничный город, в котором Рэйн столкнулся с Лопезом. Завязывается перестрелка. Клифф убивает Лопеза и нескольких других нападавших, но один из них всё же убивает полицейского.
Линда и Рэйн сближаются, когда они мило беседуют в пути. Затем в мотеле они сближаются ещё сильнее.
Рэйн уходит, пока она спит, оставив ей большую денежную сумму.
Рэйн, надев свою военную форму, идёт к Водену. Воден не задаёт лишних вопросов, немедленно надевает свою армейскую форму и берёт ружьё. Рэйн задумал напасть на оставшихся членов банды в публичном доме. Сначала входит Воден и снимает проститутку по имени Кэнди (Кэсси Йейтс). Как только парочка оказывается наверху, Рэйн устраняет охрану и входит через чёрный ход. Затем подаёт сигнал Водену, после чего разворачивается кровавая перестрелка. Друзья убивают всех преступников. Окровавленные и раненые, но довольные, они выходят из публичного дома.

## Слоганы
- «Новое сокрушительное детище от автора „Таксиста“» (Another Shattering Experience from the Author of Taxi Driver)
- «Майор Чарльз Рэйн возвращается домой, чтобы воевать!» (Major Charles Rane Is Coming Home to War!)
- «Вьетнамский ветеран убивает ради мести» (A Vietnam Vet Kills for Revenge)

## Съёмочная группа
- Джон Флинн — режиссёр
- Лоуренс Гордон — продюсер
- Норман Т. Херман — продюсер
- Хейвуд Гулд — сценарист
- Пол Шредер — сценарист
- Джордан Кроненуэт — оператор
- Бэрри Де Ворзон — композитор
- Фрэнк Келлер — монтажёр
- Стивен Майлз Бергер — художник-постановщик
- Дон Джонсон — звукорежиссёр / художник по звуку
- Ричард Хелмер — спецэффекты

## В ролях
| Актёр              | Роль                |
| ------------------ | ------------------- |
| Уильям Дивейн      | майор Чарльз Рэйн   |
| Томми Ли Джонс     | капрал Джонни Воден |
| Линда Хейнс        | Линда Форше         |
| Лиза Блейк Ричардс | Джэнет              |
| Дэбни Коулмен      | Максвелл            |
| Джеймс Бест        | техасец             |
| Кэсси Йэтс         | Кэнди               |
| Лорасон Дрисколл   | Клифф               |
| Джордан Гелер      | Марк                |
| Люк Аскью          | Слим                |
| Джерри Браун       | патрульный          |
| Рэнди Херман       | Санчес              |
| Пол Партейн        | зять                |
| Джеймс Виктор      | Лопес               |
| Аутри Уорд         | второй техасец      |

## Премьеры
- 14 октября 1977 — США (Нью-Йорк)
- 2 ноября 1977 — США (Бисмарк, Северная Дакота)
- 6 февраля 1978 — Швеция
- 13 мая 1978 — Япония
- 17 мая 1979 — Нидерланды
- 26 февраля 1980 — Филиппины (Давао)
- 30 мая 1980 — Германия (ФРГ)
- 1982 — Испания

## Названия в других странах
- Der Mann mit der Stahlkralle (нем.) — Германия (ФРГ)
- El expreso de Corea (исп.) — Испания
- Légitime violence (фр.) — Франция
- Tappava salama или Tuomiopäivä (фин.) — Финляндия

## След в культуре
Джин Сискель включил «Раскаты грома» в свой список десяти лучших картин 1977 года. Фильм занял в нём десятую строчку.
Этот фильм является одним из самых любимых фильмов Квентина Тарантино. Сюжет его истории Убить Билла вдохновлён во многом именно фильмом «Раскаты грома». Более того, свою первую компанию Квентин назвал «Rolling Thunder». Она выпускала фильмы категории «Б», культовые классические произведения, независимое кино и иностранные фильмы. Компания погибла из-за плохих продаж.
Цитата из этого фильма использовалась в треке «Blood Embrace» из альбома «Superwolf» Уилла Олдхема и Мэтта Суини. Речь идёт о фразе Джэнет, адресованной Рэйну о том, что она имеет роман с Клиффом. Всё начинается со слов Джэнет: «Я была с другим мужчиной», а заканчивается словами Рэйна: «Я лишь хочу жить здесь».

## Релиз
Фильм первоначально был спродюсирован и намечен для выпуска компанией «20th Century Fox». Однако руководству студии не понравилось излишнее насилие в фильме, и было принято решение продать фильм «American International Pictures». В книге Уильяма Голдмана «Adventures in the Screen Trade» реакция на первый показ картины характеризуется как «самая жёсткая реакция на предварительный показ фильма за последние годы… зрители действительно вставали со своих мест и пытались физически расправиться с персоналом студии, находящимся среди них».
По непонятным причинам, фильм был выпущен в Испании в 1982 году под названием El expreso de Corea (иногда в СМИ употребляется с дефисом ex-preso), что можно перевести как «Бывший заключённый (буквально, преступник) из Кореи». В связи с этим был сделан специальный испанский дубляж с корейской войной взамен оригинального, в котором говорилось про вьетнамскую войну. Возможной причиной изменения названия могло стать то, что новое название напоминало чрезвычайно успешный фильм «El expreso de medianoche» («Полуночный экспресс»), который вышел в Испании ранее. Однако замена Вьетнама Кореей не поддаётся объяснению — не говоря уже о том факте, что продолжительность корейской войны (1950—1953) идёт в противоречие с предполагаемым 7-летним пребыванием главного героя в плену.

## Критика
Критики достаточно хорошо оценили фильм. На сайте Rotten Tomatoes картина имеет 100-процентную свежесть при 3 нейтральных отзывах и 5 положительных. Средняя оценка рецензентов — 6,9/10.
- «Мрачная, смелая, культовая классика» — Стэн Холл («The Oregonian»)[6].
- «„Раскаты грома“ является тем редким культовым фильмом с внутренним содержанием» — «Film4»[7].

Несмотря на разнообразные недостатки, фильм содержит превосходную актёрскую игру Дивейна и Джонса, которым удалось показать бесконечную боль в небольшом диалоге.
Оригинальный текст (англ.)Despite its manifold flaws, the film features excellent work by Devane and Jones, who manage to suggest infinite pain with little dialogue.— Рецензия на AllMovie.com

Превосходный актёрский состав играет хорошо, но недостаточно хорошо, и история Пола Шредера сильна, но недостаточно сильна. В итоге фильм ни отдаётся эхом, ни гремит.
Оригинальный текст (англ.)Excellent cast performs well, but not well enough and Paul Schrader's story is strong, but not strong enough. In sum, it neither rolls nor thunders.— Рецензия на Variety.com

Это самый лучший хладнокровный фильм о мести из всех, что я видел.
Оригинальный текст (англ.)It's the best cold-blooded Death Wish type of revenge film I've seen.— Рецензия Дэнниса Шварца

## Похожие работы
- Выстрел в упор (1967, Джон Бурмен)
- Соломенные псы (1971, Сэм Пекинпа)
- Принесите мне голову Альфредо Гарсиа (1974, Сэм Пекинпа)
- Таксист (1976, Мартин Скорсезе)